# Ivan Kula
Ivan Kula (en serbe cyrillique : Иван Кула) est un village de Serbie situé dans la municipalité de Kuršumlija, district de Toplica. Au recensement de 2011, il comptait 23 habitants.

## Démographie
| 1948 | 1953 | 1961 | 1971 | 1981 | 1991 | 2002 | 2011 |
| ---- | ---- | ---- | ---- | ---- | ---- | ---- | ---- |
| 373  | 399  | 340  | 205  | 118  | 85   | 39   | 23   |

|  |